# Badarán
Badarán – gmina w Hiszpanii, w prowincji La Rioja, w La Rioja, o powierzchni 20,47 km². W 2011 roku gmina liczyła 583 mieszkańców.